# Missouri Botanical Garden

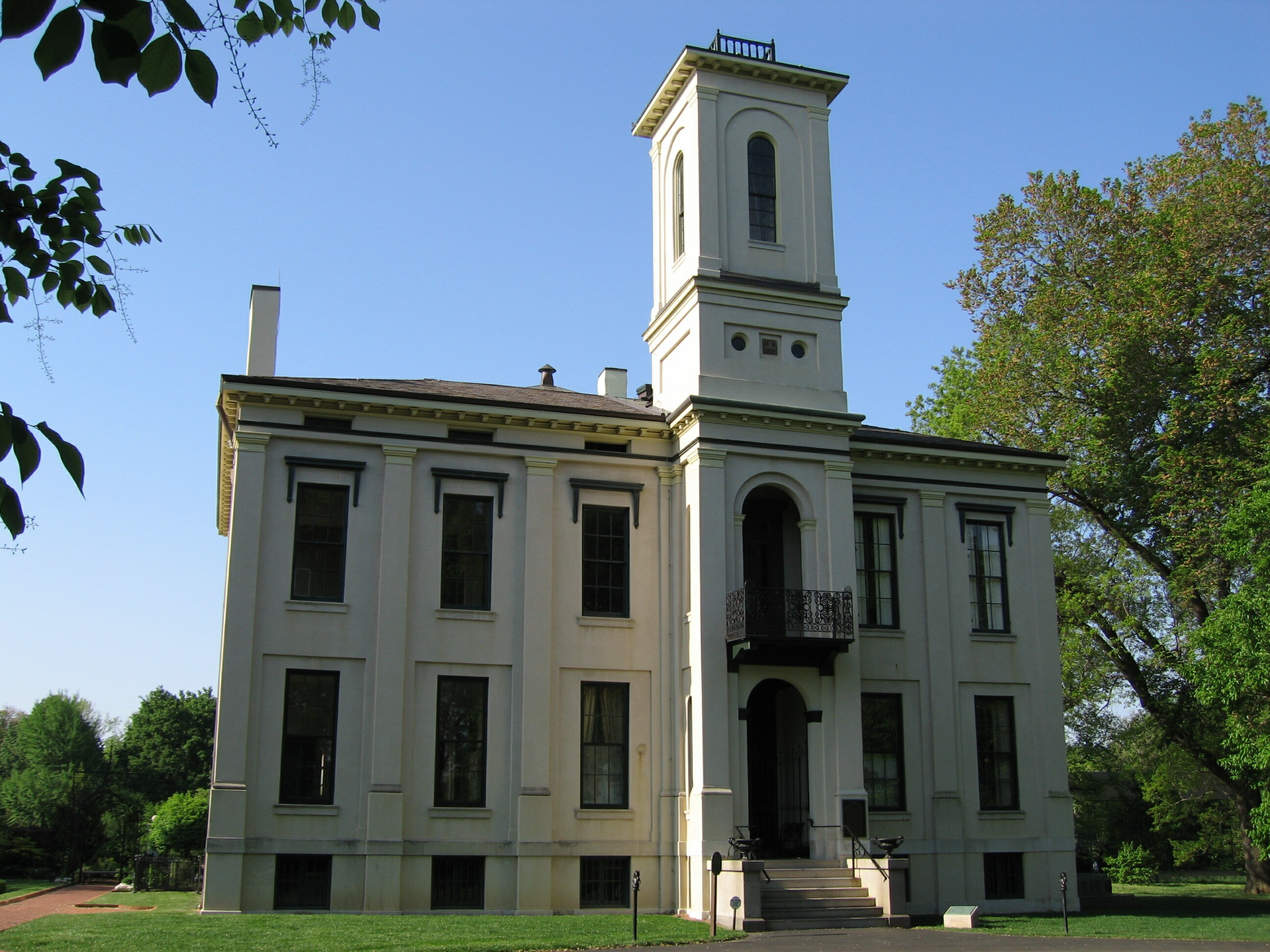
Tower Grove House, het landhuis van Henry Shaw

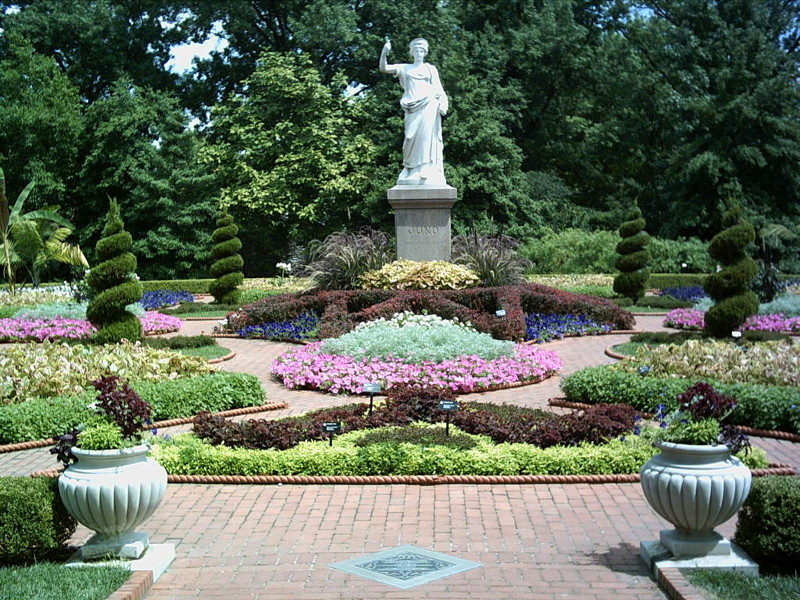
Missouri Botanical Garden

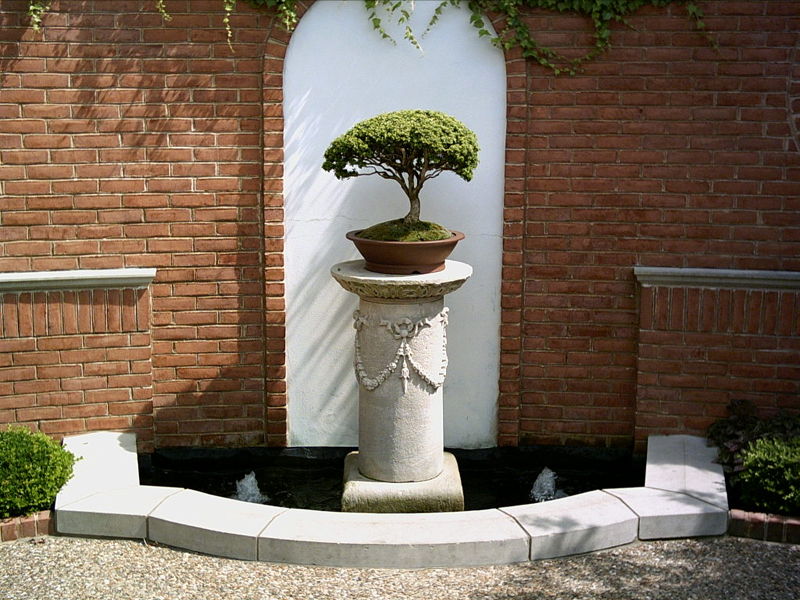
Bonsai in de Missouri Botanical Garden

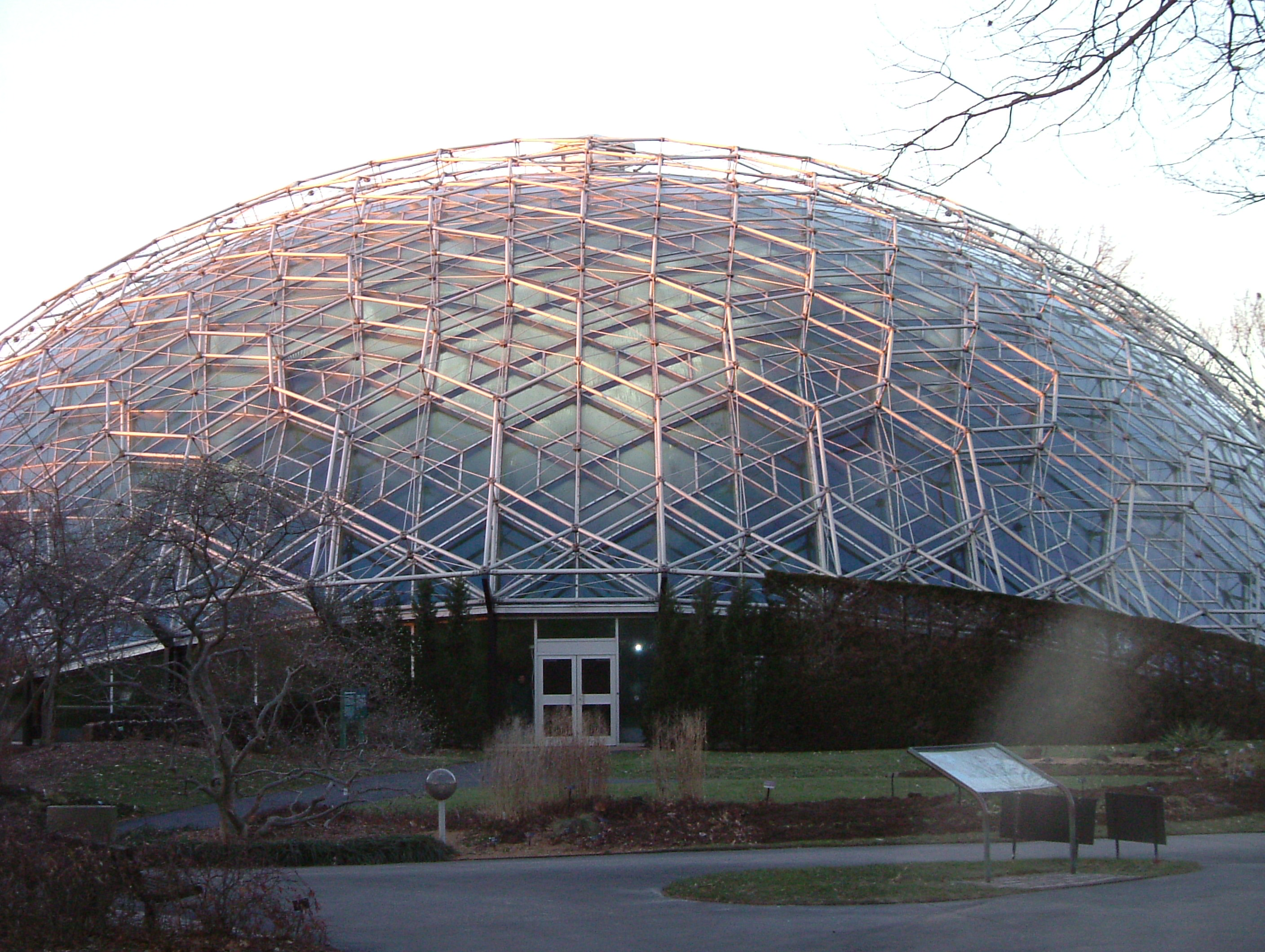
Climatron

De Missouri Botanical Garden is een botanische tuin in Saint Louis (Missouri). Vanaf 2010 is Peter Wyse Jackson directeur van de tuin als opvolger van Peter Raven die sinds 1971 directeur was.
De Missouri Botanical Garden is in 1859 voor het publiek geopend. Daarmee is het een van de oudste botanische tuinen in de Verenigde Staten. Het is ook een National Historic Landmark. De tuin is een instituut voor botanisch onderzoek en wetenschappelijk onderwijs met een internationale reputatie. De botanische tuin ligt in het centrum van Saint Louis en is 31 ha groot. Hij omvat een Japanse tuin van 5 ha, de geodetische koepel Climatron en Tower Grove House, het originele landhuis van oprichter Henry Shaw uit 1850. Dit landhuis is gelegen naast Tower Grove Park, een andere nalatenschap van Shaw.
Elk jaar vinden in de Missouri Botanical Garden culturele festivals plaats, waaronder het Japanse festival en het Chinese festival. Dan zijn er presentaties van de botanie uit die culturen, van kunsten, ambachten, muziek en voedsel. De tuin staat bekend om zijn bonsais, die het hele jaar zijn te bezichtigen, maar die extra worden uitgelicht tijdens de verschillende Aziatische festivals.
In de Missouri Botanical Garden bevindt zich het hoofdkwartier van Center for Plant Conservation, een netwerk van botanische instituten dat zich bezighoudt met de bescherming van de inheemse flora van de Verenigde Staten. De botanische tuin is aangesloten bij de Plant Conservation Alliance (PCA), een samenwerkingsverband dat zich richt op de bescherming van planten die van nature voorkomen in de Verenigde Staten. De tuin is lid van de American Public Gardens Association, een organisatie van publiek toegankelijke tuinen in de Verenigde Staten. Tevens is de Missouri Botanical Garden aangesloten bij Botanic Gardens Conservation International, een non-profitorganisatie die botanische tuinen samen wil brengen in een wereldwijd samenwerkend netwerk om te komen tot het behoud van de biodiversiteit van planten. De Missouri Botanical Garden is een van de vijf door het publiek te bezoeken instituten die deel uitmaken van het Metropolitan Zoological Park and Museum District.
De Missouri Botanical Garden is verantwoordelijk voor vele wetenschappelijke publicaties die worden uitgegeven door de eigen uitgeverij, Missouri Botanical Garden Press. Onder andere de twee botanische tijdschriften Annals of the Missouri Botanical Garden en Novon worden vier keer per jaar uitgegeven. De bibliotheek van de botanische tuin is aangesloten bij de Council on Botanical and Horticultural Libraries; een internationale organisatie van individuen, organisaties en instituten die zich bezighouden met de ontwikkeling, het onderhouden en het gebruik van bibliotheken met botanische literatuur en literatuur over tuinen. De botanische tuin participeert in de Flora Mesoamericana, een samenwerkingsproject dat is gericht op het in kaart brengen en beschrijven van de vaatplanten van Meso-Amerika. De tuin is aangesloten bij de Biodiversity Heritage Library (BHL), een samenwerkingsproject dat is gericht op het digitaliseren en beschikbaar stellen via open access van literatuur met betrekking tot biodiversiteit. Ook wordt er deelgenomen aan de Encyclopedia of Life, een online project dat een overzicht wil geven van alle bekende soorten organismen. De tuin is tevens aangesloten bij de American Society of Botanical Artists, een vereniging die zich richt op de promotie van contemporaine botanische kunst. Daarnaast is de botanische tuin aangesloten bij de American Institute of Biological Sciences (AIBS), een wetenschappelijke associatie die zich richt op het bevorderen van biologisch onderzoek en onderwijs in de Verenigde Staten. De tuin is lid van de Natural Science Collections Alliance, een Amerikaanse non-profitorganisatie die zich richt op de ondersteuning van natuurwetenschappelijke collecties, hun menselijke middelen, de instituten die de collecties huisvesten en hun onderzoeksactiviteiten.
In 2010 verhuisde het EarthWays Center van een andere locatie in Saint Louis naar het terrein van de Missouri Botanical Garden. Deze organisatie richt zich op het promoten van duurzame ontwikkeling. De botanische tuin beheert twee attracties die zich op een locatie buiten Saint Louis bevinden: de vlindertuin Butterfly House in Chesterfield en het natuurreservaat Shaw Nature Reserve in Gray Summit.
De Missouri Botanical Garden beheert ook de website Tropicos, waarmee online informatie over botanische namen en de herbariumcollectie kan worden geconsulteerd.